# Dorothea Wolbert
Dorothea Wolbert (12 de abril de 1874 – 15 de septiembre de 1958) fue una actriz de cine estadounidense. Apareció en 147 películas entre 1916 y 1957. Wolbert apareció en las series de televisión I Love Lucy (Como ella misma) y en el episodio #137 de "Ricky's European Booking" (1956). Nació en Filadelfia, Pensilvania y murió en Hollywood, California.

## Filmografía
- A Man of Sorrow (1916) - Sarah
- Luke Wins Ye Ladye Faire (1917, Cortometraje)
- Lonesome Luke's Lively Life (1917, Cortometraje)
- Lonesome Luke on Tin Can Alley (1917, Cortometraje)
- Lonesome Luke's Honeymoon (1917, Cortometraje)
- Lonesome Luke, Messenger (1917, Cortometraje)
- Lonesome Luke, Mechanic (1917, Cortometraje)
- Lonesome Luke's Wild Women (1917, Cortometraje)
- Over the Fence (1917, Cortometraje)
- Pinched (1917, Cortometraje)
- By the Sad Sea Waves (1917, Cortometraje) - Old Maid Bather in Shower (Sin acreditar)
- Birds of a Feather (1917, Cortometraje)
- From Laramie to London (1917, Cortometraje)
- Love, Laughs and Lather (1917, Cortometraje)
- All Aboard (1917, Cortometraje)
- We Never Sleep (1917, Cortometraje)
- The Big Idea (1917, Cortometraje) - Old Maid with XX Skirt (Sin acreditar)
- The Tip (1918, Cortometraje)
- The Lamb (1918, Cortometraje)
- Beat It (1918, Cortometraje)
- Look Pleasant, Please (1918, Cortometraje) - Old Maid Customer (Sin acreditar)
- Here Come the Girls (1918, Cortometraje)
- Let's Go (1918, Cortometraje)
- Follow the Crowd (1918, Cortometraje)
- Pipe the Whiskers (1918, Cortometraje)
- Hey There! (1918, Cortometraje)
- Kicked Out (1918, Cortometraje)
- The Non-Stop Kid (1918, Cortometraje)
- Two-Gun Gussie (1918, Cortometraje) - An Admirer (Sin acreditar)
- Fireman Save My Child (1918, Cortometraje)
- Sic 'Em, Towser (1918, Cortometraje)
- Somewhere in Turkey (1918, Cortometraje)
- No Place Like Jail (1918, Cortometraje)
- Just Rambling Along (1918, Cortometraje)
- The Dawn of Understanding (1918) - Mrs. Prescott
- Hear 'Em Rave (1918, Cortometraje)
- She Loves Me Not (1918, Cortometraje)
- Do You Love Your Wife? (1919, Cortometraje)
- The Enchanted Barn (1919) - Mrs. Hollister
- Hustling for Health (1919, Cortometraje)
- Ask Father (1919, Cortometraje) - Papel menor (Sin acreditar)
- On the Fire (1919, Cortometraje)
- Hoots Mon! (1919, Cortometraje)
- I'm on My Way (1919, Cortometraje)
- The Dutiful Dub (1919, Cortometraje)
- Jazz and Jailbirds (1919, Cortometraje)
- Next Aisle Over (1919, Cortometraje) - Doncella en la calle (Sin acreditar)
- Young Mr. Jazz (1919, Cortometraje)
- Ring Up the Curtain (1919, Cortometraje)
- Si, Senor (1919, Cortometraje)
- The Marathon (1919, Cortometraje) - Madre de una chica millonaria (Sin acreditar)
- Pistols for Breakfast (1919, Cortometraje)
- Swat the Crook (1919, Cortometraje)
- Off the Trolley (1919, Cortometraje)
- The Solitary Sin (1919, Cortometraje)
- Cupid Forecloses (1919) - Mrs. Farleigh
- Smashing Barriers (1919, Cortometraje)
- At the Old Stage Door (1919, Cortometraje)
- La La Lucille (1920) - Fannie, la esposa del conserje
- Pink Tights (1920) - Mrs. Bump
- A Beggar in Purple (1920) - Mrs. Grogan
- Action (1921) - Mirandy Meekin
- The Ruse of the Rattler (1921) - Mrs. Bludgeon
- The Little Minister (1922) - Nanny Webster
- The Ninety and Nine (1922) - Mrs. Markham
- The Flirt (1922) - The Cook
- The Abysmal Brute (1923) - Mrs. MacTavish
- The Gown Shop (1923, Cortometraje) - Miembro de la audiencia
- A Lady of Quality (1924) - La amante de Wimpole
- The Galloping Ace (1924) - Susie Williams
- The Guilty One (1924) - Anne (la sirvienta)
- Duped (1925) - Sweet Marie
- West of Mojave (1925)
- A Woman of the World (1925) - Annie
- Pleasures of the Rich (1926) - Maggie la Sirvienta
- Shivering Spooks (1926, Cortometraje) - Asistente en la Sesión
- The College Boob (1926) - Tía Polly
- Exit Smiling (1926) - Anna (Sin acreditar)
- Snowbound (1927) - Sirvienta
- A Sailor's Sweetheart (1927) - Lena Svenson
- The Battle of the Century (1927, Cortometraje) - Peatón de Guerra (Sin acreditar)
- Love and Learn (1928) - Sirvienta
- Anybody Here Seen Kelly? (1928) - Slavey
- Dangerous Paradise (1930) - Mrs. Schomberg
- The Medicine Man (1930) - Hermana Wilson
- Borrowed Wives (1930) - Aunt Mary Foley
- The Front Page (1931) - Jenny
- Too Many Cooks (1931) - Tía Emma Cook (Sin acreditar)
- Friends and Lovers (1931) - Bertha the Barmaid (Sin acreditar)
- The Beast of the City (1932) - Ladrona de Tiendas (Sin acreditar)
- The Expert (1932) - Annie
- Two Seconds (1932) - Lizzie - Cleaning Lady
- Hallelujah, I'm a Bum (1933) - Apple Mary
- Child of Manhattan (1933) - La ayudante de Dulcey que hace que ella consiga un abrigo de chinchilla (Sin acreditar)
- The Mayor of Hell (1933) - Mrs. Burns (Sin acreditar)
- The Women in His Life (1933) - Charwoman (Sin acreditar)
- The Scarlet Letter (1934) - Mistress Allerton (Sin acreditar)
- The Painted Veil (1934) - Mujer tartamudeando (escenas eliminadas)
- Vagabond Lady (1935) - Mujer de una entrada de Ópera (Sin acreditar)
- Motive for Revenge (1935) - Annie - Sirvienta
- Paris in Spring (1935) - Francine
- Reckless Roads (1935)
- Heir to Trouble (1935) - Tillie Tilks
- Fury (1936) - Esposa de Hector (Sin acreditar)
- Postal Inspector (1936) - Mrs. Coates (Sin acreditar)
- The Emperor's Candlesticks (1937) - Bidder (Sin acreditar)
- Three Comrades (1938) - Doctora mayor (Sin acreditar)
- The Arkansas Traveler (1938) - Señora mayor (Sin acreditar)
- Dramatic School (1938) - Mujer de las Flores (Sin acreditar)
- Within the Law (1939) - Papel menor (Sin acreditar)
- They All Come Out (1939) - Enfermera de un hospital (Sin acreditar)
- The Night of Nights (1939) - Segunda mujer de los lápices (Sin acreditar)
- Invisible Stripes (1939) - Mujer de las Flores (uncredited)
- Abe Lincoln in Illinois (1940) - Mujer de la tienda (Sin acreditar)
- The Captain Is a Lady (1940) - Señora mayor (Sin acreditar)
- The Gay Sisters (1942) - Mujer siendo empujada por un policía (Sin acreditar)
- Crack-Up (1946) - Señora mayor (Sin acreditar)
- Three Husbands (1950) - Mujer limpiando (Sin acreditar)
- Little Egypt (1951) - Old Lady (Sin acreditar)
- Hot Blood (1956) - Little Old Gypsy Woman (Sin acreditar)
- Funny Face (1957) - Papel menor (Sin acreditar)